# 沃洛達爾斯克 (盧甘斯克州)
48°7′27″N 39°35′8″E / 48.12417°N 39.58556°E
韋德梅熱（羅馬化：Vedmezhe），俄罗斯当局称为沃洛达尔斯克（烏克蘭語：Володарськ），是位於烏克蘭東部的市級鎮，法理上由盧甘斯克州多夫然斯克區的多夫然斯克市鎮負責管轄，实际由俄罗斯卢甘斯克人民共和国管辖。該鎮距離斯維爾德洛夫斯克12公里，始建於1907年，面積8.79平方公里，2011年人口2,796，人口密度每平方公里318.09人。
2014年顿巴斯战争后，此镇实际由卢甘斯克人民共和国控制。2016年乌克兰最高拉达宣布将此地改名韋德梅熱，但卢甘斯克人民共和国仍使用沃洛达尔斯克的旧名。